# Aljaksej Hryšyn
Aljaksej Henadz'evič Hryšyn, accreditato come Alexei Grishin dalla FIS (in bielorusso Аляксей Генадзьевіч Грышын?; Minsk, 18 giugno 1979), è un ex sciatore freestyle bielorusso.

## Biografia
In Coppa del Mondo ha esordito il 16 dicembre 1997 a Piancavallo (4º), ha ottenuto il primo podio il 7 marzo 1998 a Meiringen-Hasliberg (2º) e la prima vittoria l'11 settembre 1999 a Mount Buller.
In carriera ha partecipato a cinque edizioni dei Giochi olimpici invernali, Nagano 1998 (8º nei salti), Salt Lake City 2002 (3º nei salti), Torino 2006 (4º nei salti), Vancouver 2010 (1º nei salti) e 
Soči 2014 (15º nei salti); e a sette dei Campionati mondiali, vincendo tre medaglie (oro a Whistler 2001, argento a Deer Valley 2003 e bronzo a Ruka 2005).

## Palmarès

### Olimpiadi
- 2 medaglie:
  - 1 oro (salti a Vancouver 2010);
  - 1 bronzo (salti a Salt Lake City 2002).

### Mondiali
- 3 medaglie:
  - 1 oro (salti a Whistler 2001);
  - 1 argento (salti a Deer Valley 2003);
  - 1 bronzo (salti a Ruka 2005).

### Coppa del Mondo
- Miglior piazzamento in classifica generale: 3º nel 2000 e nel 2002.
- 24 podi:
  - 7 vittorie;
  - 7 secondi posti;
  - 10 terzi posti.

#### Coppa del Mondo - vittorie
| Data              | Luogo              | Paese     | Disciplina |
| ----------------- | ------------------ | --------- | ---------- |
| 11 settembre 1999 | Mount Buller       | Australia | AE         |
| 12 settembre 1999 | Mount Buller       | Australia | AE         |
| 20 marzo 2001     | Himos              | Finlandia | AE         |
| 18 gennaio 2002   | Lake Placid        | Finlandia | AE         |
| 11 gennaio 2004   | Mont-Tremblant     | Finlandia | AE         |
| 14 febbraio 2004  | Harbin/Long-zhu    | Finlandia | AE         |
| 20 dicembre 2008  | Adventure Mountain | Cina      | AE         |

Legenda:

AE = salti